# يوكيو أراكي
يوكيو أراكي (باليابانية: 荒木幸雄؛ بالكانا: あらき ゆきお) هو طيار ياباني، ولد في 10 مارس 1928 في كيرو في اليابان، وتوفي في 27 مايو 1945.